# Chefibeyli (Zangilan)
Chefibeyli est un village de la région de Zangilan en Azerbaïdjan.

## Histoire
En 1993-2020, Chefibeyli était sous le contrôle des forces armées arméniennes. Le 4 novembre 2020, le village de Chefibeyli a été restitué sous le contrôle de l'Azerbaïdjan.